# 七尾市立中島中学校
七尾市立中島中学校（ななおしりつ なかじまちゅうがっこう）は、石川県七尾市にある市立中学校。

## 沿革
七尾市立中島小学校校区を校区とする。